# Thomas Milton
Thomas Milton (født 26. juli 1969) er en dansk skuespiller.
Milton er uddannet fra Skuespillerskolen ved Aarhus Teater 1998.
Thomas Milton begyndte sin karriere på scenen allerede i 1989, da han optrådte som stand-up-komiker på Café Dins sammen med gymnasiekammeraten Casper Christensen. Derefter blev han instruktørassistent på Grønnegaards Teatret inden han kom til Teater Mungo Park. I 1994 blev han optaget på Skuespillerskolen ved Aarhus Teater og efter endt uddannelse var han 1998 til 2000 ansat på Aarhus Teater. I 2000 vendte Thomas Milton tilbage til København og blev tilknyttet Café Teatret, hvor han spillede med i flere stykker og i 2002 instruerede sit første stykke "I skikkelse af .." af Neil la Bute på Café Teatret. I 2006 startede Milton sit eget teater "Milton - Sand & Søn", der henvender sig til det unge publikum med sit RumleTV med Hjerteforeningen som en vigtig samarbejdspartner.
I 2014 har Thomas Milton været fast tilknyttet Act on it, som via teater formidler budskaber du husker. Udover spillefilm og tv-serier har Thomas Milton medvirket i flere kortfilm, bl.a. den Oscar belønnede kortfilm "Valgaften".

## Film og TV
- "Flyt til Helsingør" Freeport (2016)
- "RumleTV.dk" Børnehjertefonden & Funnywood (2016)
- "RumleTV.dk" Børnehjertefonden & Funnywood (2015)
- "RumleTV.dk" Børnehjertefonden & Funnywood (2014)
- "RumleTV.dk" Børnehjertefonden & Funnywood (2013)
- "RumleTV.dk” Børnehjertefonden & Funnywood (2012)
- “Totalkredit”, reklame (2012)
- ”Totalkredit”, reklame (2011)
- ”Den som dræber”, Spillefilm (2010)
- ”Winnie & Karina” , Spillefilm (2009)
- ”Kristian”, TV serie (2009)
- ”Elsparefonden” reklame (2008)
- ”Det som ingen ved”.spillefilm (2007)
- ”Forbrydelsen” – afsnit 8”, Tv-serie (2006)
- ”Sorter dit Skrald”, OBS-indslag (2006)
- ”Saxo Grammaticus” , kortfilm(2005)
- ”Dead News” , kortfilm(2005)
- ”Den Rette Ånd”, spillefilm(2005)
- "Den Store Synder" kortfilm (2004)
- ”TDC – sluk mobilen”, biografreklame (2003)
- ”TDC – Reklame”, reklame (2003)
- “Søs & Kirsten – Kongeriget”, tv-serie (2002)
- ”Underholdet” (pilot for DR), humorserie (2002)
- "Skjulte Spor", tv-serie (2001)
- “Charlie Butterfly”, spillefilm (2001)
- “Halalabad Blues”, spillefilm (2001)
- “Glade Hunde Gøer”, kortfilm (2001)
- "Lines Dyder", novellefilm (2000)
- “Edderkoppen”, tv-serie (2000)
- "Casper og Mandrilaftalen, Tv-serie (1999)"
- “Valgaften”- Oscar* belønnet kortfilm (1998)
- ”Drengene fra Sct. Petri, spillefilm (1990)
- ”Animal Brothers”, kortfilm (1988)
- ”Kims Corner” , indslag (1988)

## = Teater
- "@lkohol" ACT ON IT www.act-on-it.dk (2017)
- "D:R:U:G:S" ACT ON IT www.act-on-it.dk (2016)
- "Don´t smoke" ACT ON IT www.act-on-it.dk (2014)

- "Rumlerikkerne Volapyk" Milton - Sand & Søn (2013-14)
- "Rumlerikkerne i Slikbøvsensland" Taastrup Teater (2010)
- ”Rumlerikkerne ShowTime” Milton-Sand & Søn (2010)
- ”Rumlerikkerne i Fedtefadet” Milton-Sand & Søn (2009)
- ”Rumlerikkerne på Eventyr” (Turne ) Milton-Sand & Søn (2008-07)
- ”Hamlet” (genopsætning) Gladsaxe NY Teater (2007)
- ”Rumlerejsen” Milton-Sand & Søn (2007)
- ”Hamlet” Gladsaxe NY Teater (2007)
- ”Rumlerikkerne på Eventyr” Milton – Sand & Søn (2006)
- ”Om Tommy” Svalegangen (2005)
- "Julius Cæsar" Aarhus Teater (2004)
- "Pinocchios Aske" (reading), Det Kgl. Teater (2004)
- "Hverdag" (reading), Det Kgl. Teater (2004)
- "Varmestuen" (reading), Det Kgl. Teater (2004)
- "Danmarksteater" Det Kgl. Teater (2004)
- "Om Tommy" Café Teatret (2003)
- "Hamlet" Kronborg Slot (2003)
- ”Atlas” Statens Teaterskole (2003)
- "Alle mine Sønner" Det Kgl. Teater (2003)
- ”13-B-Glat” Cafe Teatret (2002)
- ”Strip” Folketeatret (2002)
- ”Nøddebo Præstegaard” Folketeatret (2001)
- ”Maskerade” Folketeatret (2001)
- ”Dansemus” Aarhus Teater (2001)
- ”Den Lille Prins” Holbæk Egensteater (2001)
- ”Smagen af jern” Aarhus Teater (2000)
- ”Gensyn i Braunau” Aarhus Teater (2000)
- ”De plejer da ....” Statens Teaterskole (2000)
- ”Eremitter” Cafe Teatret (2000)
- ”Dengse og Mørket” Mungo Park(1998)

Fastansat som skuespiller på Aarhus Teater (1998-2000)
Instruktøropgaver
- 2009		”Rumlerikkerne i Fedtefadet i Milton-Sand & Søns regi
- 2007		”Rumlerejsen” i Milton-Sand & Søn regi
- 2006		”Rumlerikkerne på Eventyr” i Milton-Sand & Søns regi
- 2006		”Det var en lørdag aften” (turné udgave) på Svalegangen
- 2006		”Landet udenfor Tiden” i Teaterbutikken
- 2005		”Bash” på Teater Katapult
- 2005		”Det var en lørdag aften” på Café Liva
- 2004		"Robin Hood" på Ølstykke Sommer Teater
- 2002		"I Skikkelse af..." på Café Teatret

Uddannelse
- 1998		Uddannet fra Skuespillerskolen ved Aarhus Teater
- 1988		H.F.-eksamen fra Frederiksborg Statsskole

Legater
Olaf Ussings Legat og Kiss Gregers Mindelegat